# Pfarrkirche Finkenberg

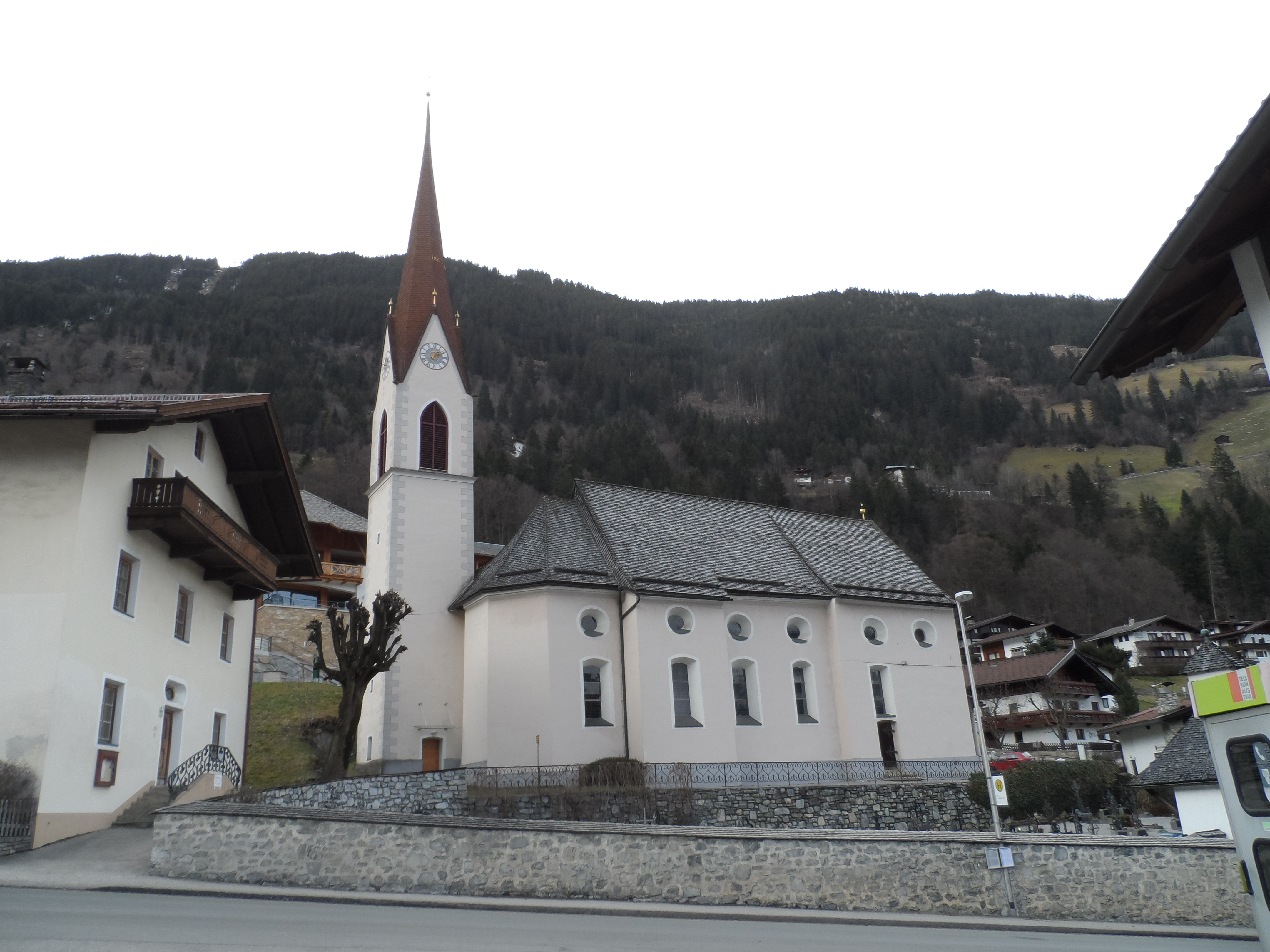
Katholische Pfarrkirche hl. Leonhard in Finkenberg

Die Pfarrkirche Finkenberg steht hangseitig über dem Ort in der Gemeinde Finkenberg im Bezirk Schwaz im Bundesland Tirol. Die dem Patrozinium hl. Leonhard von Limoges unterstellte römisch-katholische Pfarrkirche gehört zum Dekanat Fügen-Jenbach in der Diözese Innsbruck. Die Kirche steht unter Denkmalschutz (Listeneintrag).

## Geschichte
1634 wird urkundlich eine Kapelle genannt. 1719/1720 wurde durch Architekt Hans Holzmeister eine Kirche erbaut. 1833 wurde das Langhaus verlängert. Der Nordturm wurde 1863 errichtet. Seit 1891 ist Finkenberg eine Pfarre.

## Architektur
Die barocke Kirche hat einen kreuzförmigen Grundriss und einen Nordturm. Sie ist von einem Friedhof umgeben.
Die Kirche hat ein vierjochiges Langhaus mit einem Querschiff. Der Chor schließt mit einem Fünfachtelschluss, die Fenster sind rechteckig mit runden Oberlichten. Das Langhaus mit Pilastern unter einer Stichkappentonne auf einem durchlaufenden Gesims endet mit dem Chor. Das Gewölbe ist mit Blattzopfrosetten stuckiert. Die Deckenmalerei in den Freskenmedaillons schuf Wolfram Köberl mit Darstellungen von Ecclesia, Gottvater, Christus, Schiff.

## Ausstattung
Den Hochaltar mit dem Altarbild des hl. Leonhard vor der Madonna kniend schuf Veit Steiner 1726, er trägt die Statuen der Heiligen Notburga und Isidor von ca. 1850. Der linke Seitenaltar zeigt das Bild Mariahilf und trägt Engelsstatuen um 1726. Im Chor gibt es das Bild der Verkündigung vom Maler Johann Mader 1840.
Die Orgel baute 1991 Christian Erler anstelle der Vorgänger-Orgel von Mathias Mauracher 1835, welche später etwas verändert wurde.